# Pussy Sisster
Pussy Sisster ist eine deutsche Gruppe aus Waghäusel, die dem Glam Rock, dem Sleaze Rock und dem Hard Rock zugerechnet wird.

## Geschichte
Gegründet wurde die Band 2002 von Alex Nad (Gesang), Markus Herzog (Schlagzeug) und Chris Nad (Manager).
Im August 2005 nahm sie ihr erstes Demoalbum Sleazy Things auf. Das gleichnamige Lied kam auf die Kompilationen Hollywood Hairspray 6 (Perris Records/USA) und Hitpack New Rock Vol. 3 (EMG-Music/Edel). Das Lied Broken Man kam auf die Kompilation Dead Famous Vol. 6 (Astral Records/Australien) und Vampires of Death auf den Promosampler von Titus.
Im Februar 2007 nahm die Band die von David Readman (Pink Cream 69) produzierte EP Hot like Hell auf und ging damit im März vier Wochen auf England-Tour. Im März 2008 wurde das neue Album City of Angels veröffentlicht. Im September unterschrieb die Band einen Vertrag bei dem Label SPAT! Records in Nashville/USA.
Ab 2015 war die Band bei Borila ReKords und veröffentlichte darüber am 16. Oktober 2015 ihr Album Arrogance.
Nach der Corona-Krise war die Band mit ihrem neuen Album fertig geworden, welches 2022 zeitgleich mit ihrer 20 Jahre Jubiläumstour veröffentlicht wurde.
2024 brachte die Band Here are the Pussys bei El Puerto Records GbR heraus.

## Diskografie
Alben
- 2005: Sleazy Things (Demoalbum)
- 2007: City of Angels
- 2010: Pussy Sisster (Black Bards Entertainment / Alive)
- 2015: Arrogance (Borila ReKords / H’Art)
- 2024: Here Are The Pussys (El Puerto Records)

EPs
- 2006: Hot like Hell

## TV-Präsenz
- 2009: Goodbye Deutschland! Die Auswanderer auf VOX (9 Sendungen)
- 2010: Musiksendung „Hosted by Pussy Sisster“ auf GO TV Österreich
- 2010: Das Duell auf ARD
- 2011: Pussy Sisster „Die Superheimwerker“ auf Kabel Eins
- 2011: Wer zeigt’s wem? auf SWR
- 2011: Pussy Sisster in Hollywood auf Pro 7
- 2011: Big Brother (Alex) auf RTL 2
- 2013: taff - Pussy Sisster in Los Angeles auf Pro 7 und Sat.1-Frühstücksfernsehen
- 2013: taff - Pussy Sisster auf Mallorca bei Pro 7 und Sat.1-Frühstücksfernsehen
- 2013: Goodbye Deutschland! Die Auswanderer auf VOX
- 2014: Crash Games – Jeder Sturz zählt! auf Pro 7
- 2015: Abenteuer Leben auf Kabel 1
- 2016: Das perfekte Dinner auf VOX
- 2016: Beef Battle auf Pro 7 Maxx
- 2016: Family Stories auf RTL 2
- 2019: Die Pierre M. Krause Show auf SWR
- 2020: Mein Traumhaus am Meer auf VOXup
- 2020: Beat the Box auf VOX
- 2021: Beat the Box (Neue Staffel)
- 2021: Rock’n Roll im Kachelbad Kabel 1